# Lumčíkovití
Lumčíkovití (Braconidae) jsou jednou z nejvíce druhově rozmanitých čeledí blanokřídlého hmyzu a druhou nejpočetnější skupinou živočichů vůbec. V roce 2019 bylo známo přibližně 21 220 popsaných platných druhů ve více než 1000 rodech. Další tisíce druhů stále čekají na objevení a popis. Lumčíkovití patří spolu s lumkovitými (Ichneumonidae) do nadčeledi Ichneumonoidea. Tato nadčeleď je v současné době druhově nejbohatší skupinou blanokřídlého hmyzu (přibližně 58 121 popsaných druhů). Lumčíkovití jsou ekologicky významná skupina parazitoidů a řada druhů je využívána v zemědělství jako prostředek biologické ochrany plodin proti hmyzím škůdcům.

## Morfologie
V rámci čeledi lze pozorovat určitou morfologickou variabilitu. Většinou však lze říci, že druhy, které čeleď zahrnuje, jsou černě či hnědě zbarvené, s nevýraznou křídelní žilnatinou, s 16článkovými a vícečlánkovými párovými tykadly. Samičky mívají výrazné kladélko, které se liší podle druhu hostitele, do něhož samičky kladou vajíčka. (Například druhy, které kladou vajíčka do larev motýlů ze skupiny Microlepidoptera, mají zpravidla delší kladélko, protože musí probodnout rostlinnou tkáň, ve které jsou larvy ukryty.) Během evoluce vzniklo množství přizpůsobení kladélka i způsobu vyhledávání hostitele.

## Parazitizmus

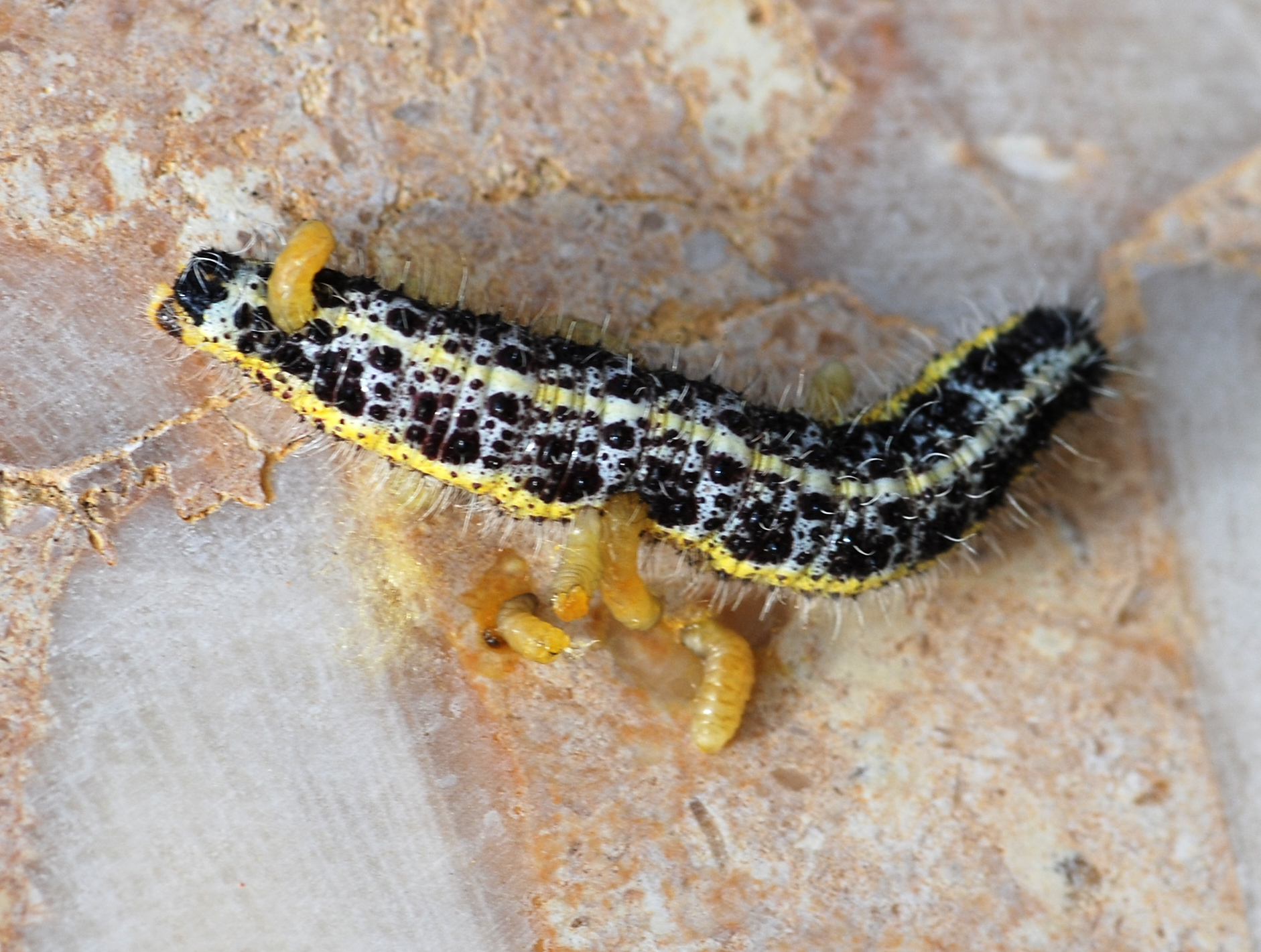
Larvy lumčíka žlutonohého vylézající z housenky běláska zelného

Většina lumčíkovitých je parazitoidy, tedy parazity, kteří kladou vajíčka do hostitelů; v hostiteli se vyvíjejí larvy. Larva postupně zevnitř hostitele vyžírá, a to většinou tak, aby hostitel vydržel co nejdéle živý a přijímal potravu. Poté se v něm larva zakuklí. Když se přemění v dospělce, opustí hostitele. Dospělec vyhledá opačné pohlaví a zplodí další generaci. Hostitel konečnou fázi zpravidla nepřežije. Hostiteli lumčíkovitých jsou larvy jiného hmyzu, hlavně brouků (Coleoptera), dvoukřídlých (Diptera) a motýlů (Lepidoptera). Poměrně častá je kooperace s endosymbiotickým virem (angl. polydnavirus), který zničí nebo inhibuje hostitelův imunitní systém, aby nenapadal vajíčka a larvy v jeho těle.

## Původ
Skupina je poprvé datována z období křídy a během evoluce prodělávala radiaci korelující s radiací kvetoucích rostlin a jejich herbivory, kteří jsou hlavními hostiteli lumčíkovitých.

## Taxonomie

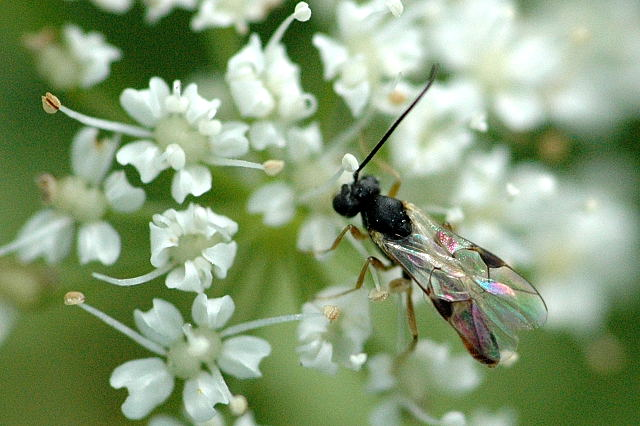
Cotesia melanoscela

Čeleď je monofyletickou skupinou zařazenou do podřádu štíhlopasí (Apocrita), kteří mají zadeček spojen s hrudí úzkou stopkou a jejichž larvy jsou beznohé.
V rámci čeledi se rozlišuje 47 podčeledí (dle BioLibu 42):
- Adeliinae
- Agathidinae
- Alysiinae
- Amicrocentrinae
- Aphidiinae
- Apozyginae
- Betylobraconinae
- Blacinae
- Braconinae
- Cardiochilinae
- Cenocoeliinae
- Cheloninae
- Dirrhopinae
- Doryctinae
- Ecnomiinae
- Euphorinae
- Exothecinae
- Gnamptodontinae
- Helconinae
- Histeromerinae
- Homolobinae
- Hormiinae
- Ichneutinae
- Khoikhoiiinae
- Macrocentrinae
- Masoninae
- Mendesellinae
- Mesostoinae
- Meteorideinae
- Meteorinae
- Microgastrinae
- Microtypinae
- Miracinae
- Neoneurinae
- Opiinae
- Orgilinae
- Pselaphaninae
- Rhyssalinae
- Rogadinae
- Sigalphinae
- Telengaiinae
- Trachypetinae
- Vaepellinae
- Xiphozelinae
- Ypsistocerinae